# Collegio di South West Hertfordshire
South West Hertfordshire è un collegio elettorale situato nell'Hertfordshire, nell'Est dell'Inghilterra, e rappresentato alla Camera dei comuni del Parlamento del Regno Unito. Elegge un membro del parlamento con il sistema first-past-the-post, ossia maggioritario a turno unico; l'attuale parlamentare è Gagan Mohindra, eletto con il Partito Conservatore nel 2019.

## Estensione

South West Hertfordshire dal 2010 al 2024

- 1950-1974: i distretti urbani di Bushey, Chorleywood e Rickmansworth, e il distretto rurale di Watford.
- 1974-1983: i distretti urbani di Bushey, Chorleywood e Rickmansworth, e nel distretto rurale di Watford le parrocchie civili di Abbots Langley, Sarratt e Watford Rural.
- 1983-1997: i ward del distretto di Three Rivers di Ashridge, Bedmond, Carpenders Park, Chorleywood, Chorleywood West, Croxley Green, Croxley Green North, Croxley Green South, Hayling, Langleybury, Maple Cross and West Hyde, Mill End, Money Hill, Moor Park, Northwick, Oxhey Hall, Rickmansworth e Sarratt, e i ward del distretto di Dacorum di Berkhamsted Central, Berkhamsted East, Berkhamsted West, Bovingdon and Flaunden, Chipperfield, Kings Langley e Northchurch.
- 1997-2010: i ward del distretto di Three Rivers di Ashridge, Chorleywood, Chorleywood West, Croxley Green, Croxley Green North, Croxley Green South, Hayling, Maple Cross and West Hyde, Mill End, Money Hill, Moor Park, Northwick, Rickmansworth e Sarratt, e i ward del distretto di Dacorum di Aldbury and Wigginton, Berkhamsted Central, Berkhamsted East, Berkhamsted West, Bovingdon and Flaunden, Chipperfield, Northchurch, Tring Central, Tring East e Tring West.
- 2010-2024: i ward del distretto di Three Rivers di Ashridge, Chorleywood East, Chorleywood West, Croxley Green, Croxley Green North, Croxley Green South, Hayling, Maple Cross and Mill End, Moor Park and Eastbury, Northwick, Penn, Rickmansworth, Rickmansworth West e Sarratt, e i ward del distretto di Dacorum di Aldbury and Wigginton, Berkhamsted Castle, Berkhamsted East, Berkhamsted West, Bovingdon, Flaunden and Chipperfield, Northchurch, Tring Central, Tring East e Tring West.
- dal 2024: il distretto di Three Rivers e il ward del distretto di Dacorum di Kings Langley.[1]

## Membri del parlamento
| Elezione | Elezione           | Deputato        | Partito      |
| -------- | ------------------ | --------------- | ------------ |
|          | 1950               | Gilbert Longden | Conservatore |
| Feb 1974 | Geoffrey Dodsworth |                 | Conservatore |
| 1979 (S) | Richard Page       |                 | Conservatore |
| 2005     | David Gauke        |                 | Conservatore |
|          | David Gauke        | 2019            | Indipendente |
|          | 2019               | Gagan Mohindra  | Conservatore |

## Elezioni

### Elezioni negli anni 2020
| Partito                    | Partito                                   | Candidato                  | Risultati 4 luglio 2024 | Risultati 4 luglio 2024 |
| Partito                    | Partito                                   | Candidato                  | Voti                    | %                       |
| -------------------------- | ----------------------------------------- | -------------------------- | ----------------------- | ----------------------- |
|                            | Conservatore                              | Gagan Mohindra             | 16 458                  | 34,11                   |
|                            | Lib Dem                                   | Sally Symington            | 12 002                  | 24,87                   |
|                            | Laburista                                 | Alex Sufit                 | 9 637                   | 19,97                   |
|                            | Reform UK                                 | Keith Steers               | 6 790                   | 14,07                   |
|                            | Verdi                                     | Narinder Sian              | 2 532                   | 5,25                    |
|                            | Party of Women                            | Bernadette O'Malley        | 295                     | 0,61                    |
|                            | Rejoin EU                                 | Victor Silkin              | 232                     | 0,48                    |
|                            | Social Democratico                        | Michael McGetrick          | 158                     | 0,33                    |
|                            | UK Voice                                  | Ketankumar Pipaliya        | 150                     | 0,31                    |
|                            |                                           |                            |                         |                         |
| Iscritti                   | Iscritti                                  | Iscritti                   | 71 353                  | 100,00                  |
| ↳ Votanti (% su iscritti)  | ↳ Votanti (% su iscritti)                 | ↳ Votanti (% su iscritti)  | 48 254                  | 67,63                   |
| ↳ Astenuti (% su iscritti) | ↳ Astenuti (% su iscritti)                | ↳ Astenuti (% su iscritti) | 23 099                  | 32,37                   |
|                            |                                           |                            |                         |                         |
|                            | Esito: collegio confermato a Conservatore |                            |                         |                         |

### Elezioni negli anni 2010
| Partito                    | Partito                                   | Candidato                  | Risultati 12 dicembre 2019 | Risultati 12 dicembre 2019 |
| Partito                    | Partito                                   | Candidato                  | Voti                       | %                          |
| -------------------------- | ----------------------------------------- | -------------------------- | -------------------------- | -------------------------- |
|                            | Conservatore                              | Gagan Mohindra             | 30 327                     | 49,56                      |
|                            | Indipendente                              | David Gauke                | 15 919                     | 26,02                      |
|                            | Laburista                                 | Ali Aklakul                | 7 228                      | 11,81                      |
|                            | Lib Dem                                   | Sally Symington            | 6 251                      | 10,22                      |
|                            | Verdi                                     | Tom Pashby                 | 1 466                      | 2,40                       |
|                            |                                           |                            |                            |                            |
| Iscritti                   | Iscritti                                  | Iscritti                   | 80 449                     | 100,00                     |
| ↳ Votanti (% su iscritti)  | ↳ Votanti (% su iscritti)                 | ↳ Votanti (% su iscritti)  | 61 191                     | 76,06                      |
| ↳ Astenuti (% su iscritti) | ↳ Astenuti (% su iscritti)                | ↳ Astenuti (% su iscritti) | 19 258                     | 23,94                      |
|                            |                                           |                            |                            |                            |
|                            | Esito: collegio confermato a Conservatore |                            |                            |                            |

| Partito                    | Partito                                   | Candidato                  | Risultati 8 giugno 2017 | Risultati 8 giugno 2017 |
| Partito                    | Partito                                   | Candidato                  | Voti                    | %                       |
| -------------------------- | ----------------------------------------- | -------------------------- | ----------------------- | ----------------------- |
|                            | Conservatore                              | David Gauke                | 35 128                  | 57,92                   |
|                            | Laburista                                 | Robert Wakely              | 15 578                  | 25,68                   |
|                            | Lib Dem                                   | Christopher Townsend       | 7 078                   | 11,67                   |
|                            | Verdi                                     | Paul De Hoest              | 1 576                   | 2,60                    |
|                            | UKIP                                      | Mark Anderson              | 1 293                   | 2,13                    |
|                            |                                           |                            |                         |                         |
| Iscritti                   | Iscritti                                  | Iscritti                   | 80 335                  | 100,00                  |
| ↳ Votanti (% su iscritti)  | ↳ Votanti (% su iscritti)                 | ↳ Votanti (% su iscritti)  | 60 653                  | 75,50                   |
| ↳ Astenuti (% su iscritti) | ↳ Astenuti (% su iscritti)                | ↳ Astenuti (% su iscritti) | 19 682                  | 24,50                   |
|                            |                                           |                            |                         |                         |
|                            | Esito: collegio confermato a Conservatore |                            |                         |                         |

| Partito                    | Partito                                   | Candidato                  | Risultati 7 maggio 2015 | Risultati 7 maggio 2015 |
| Partito                    | Partito                                   | Candidato                  | Voti                    | %                       |
| -------------------------- | ----------------------------------------- | -------------------------- | ----------------------- | ----------------------- |
|                            | Conservatore                              | David Gauke                | 32 608                  | 56,94                   |
|                            | Laburista                                 | Simon Diggins              | 9 345                   | 16,32                   |
|                            | UKIP                                      | Mark Anderson              | 6 603                   | 11,53                   |
|                            | Lib Dem                                   | Nigel Quinton              | 5 872                   | 10,25                   |
|                            | Verdi                                     | Charlotte Pardy            | 2 583                   | 4,51                    |
|                            | Common Sense Party                        | Graham Cartmell            | 256                     | 0,45                    |
|                            |                                           |                            |                         |                         |
| Iscritti                   | Iscritti                                  | Iscritti                   | 79 648                  | 100,00                  |
| ↳ Votanti (% su iscritti)  | ↳ Votanti (% su iscritti)                 | ↳ Votanti (% su iscritti)  | 57 267                  | 71,90                   |
| ↳ Astenuti (% su iscritti) | ↳ Astenuti (% su iscritti)                | ↳ Astenuti (% su iscritti) | 22 381                  | 28,10                   |
|                            |                                           |                            |                         |                         |
|                            | Esito: collegio confermato a Conservatore |                            |                         |                         |

| Partito                    | Partito                                   | Candidato                  | Risultati 6 maggio 2010 | Risultati 6 maggio 2010 |
| Partito                    | Partito                                   | Candidato                  | Voti                    | %                       |
| -------------------------- | ----------------------------------------- | -------------------------- | ----------------------- | ----------------------- |
|                            | Conservatore                              | David Gauke                | 30 773                  | 54,23                   |
|                            | Lib Dem                                   | Christopher Townsend       | 15 853                  | 27,93                   |
|                            | Laburista                                 | Harry Mann                 | 6 526                   | 11,50                   |
|                            | UKIP                                      | Mark Benson                | 1 450                   | 2,56                    |
|                            | BNP                                       | Deirdre Gates              | 1 302                   | 2,29                    |
|                            | Indipendente                              | James Hannaway             | 846                     | 1,49                    |
|                            |                                           |                            |                         |                         |
| Iscritti                   | Iscritti                                  | Iscritti                   | 78 243                  | 100,00                  |
| ↳ Votanti (% su iscritti)  | ↳ Votanti (% su iscritti)                 | ↳ Votanti (% su iscritti)  | 56 750                  | 72,53                   |
| ↳ Astenuti (% su iscritti) | ↳ Astenuti (% su iscritti)                | ↳ Astenuti (% su iscritti) | 21 493                  | 27,47                   |
|                            |                                           |                            |                         |                         |
|                            | Esito: collegio confermato a Conservatore |                            |                         |                         |

### Elezioni negli anni 2000
| Partito                    | Partito                                   | Candidato                  | Risultati 5 maggio 2005 | Risultati 5 maggio 2005 |
| Partito                    | Partito                                   | Candidato                  | Voti                    | %                       |
| -------------------------- | ----------------------------------------- | -------------------------- | ----------------------- | ----------------------- |
|                            | Conservatore                              | David Gauke                | 23 494                  | 46,91                   |
|                            | Lib Dem                                   | Edward Featherstone        | 15 021                  | 29,99                   |
|                            | Laburista                                 | Kerron Cross               | 10 466                  | 20,90                   |
|                            | UKIP                                      | Colin Rodden               | 1 107                   | 2,21                    |
|                            |                                           |                            |                         |                         |
| Iscritti                   | Iscritti                                  | Iscritti                   | 73 121                  | 100,00                  |
| ↳ Votanti (% su iscritti)  | ↳ Votanti (% su iscritti)                 | ↳ Votanti (% su iscritti)  | 50 088                  | 68,50                   |
| ↳ Astenuti (% su iscritti) | ↳ Astenuti (% su iscritti)                | ↳ Astenuti (% su iscritti) | 23 033                  | 31,50                   |
|                            |                                           |                            |                         |                         |
|                            | Esito: collegio confermato a Conservatore |                            |                         |                         |

| Partito                    | Partito                                   | Candidato                  | Risultati 7 giugno 2001 | Risultati 7 giugno 2001 |
| Partito                    | Partito                                   | Candidato                  | Voti                    | %                       |
| -------------------------- | ----------------------------------------- | -------------------------- | ----------------------- | ----------------------- |
|                            | Conservatore                              | Richard Page               | 20 933                  | 44,28                   |
|                            | Laburista                                 | Graham Dale                | 12 752                  | 26,98                   |
|                            | Lib Dem                                   | Edward Featherstone        | 12 431                  | 26,30                   |
|                            | UKIP                                      | Colin Dale-Mills           | 847                     | 1,79                    |
|                            | ProLife Alliance                          | Julia Goffin               | 306                     | 0,65                    |
|                            |                                           |                            |                         |                         |
| Iscritti                   | Iscritti                                  | Iscritti                   | 73 285                  | 100,00                  |
| ↳ Votanti (% su iscritti)  | ↳ Votanti (% su iscritti)                 | ↳ Votanti (% su iscritti)  | 47 269                  | 64,50                   |
| ↳ Astenuti (% su iscritti) | ↳ Astenuti (% su iscritti)                | ↳ Astenuti (% su iscritti) | 26 016                  | 35,50                   |
|                            |                                           |                            |                         |                         |
|                            | Esito: collegio confermato a Conservatore |                            |                         |                         |

## Risultati dei referendum

### Referendum sulla permanenza del Regno Unito nell'Unione europea del 2016
|             | Collegio                 | Lasciare UE % | Rimanere in UE % |
| ----------- | ------------------------ | ------------- | ---------------- |
|             | South West Hertfordshire | 46,3%         | 53,7%            |
|             | Inghilterra              | 53,3%         | 46,7%            |
| Regno Unito | 51,9%                    | 48,1%         |                  |